# استیوارتزویل (میزوری)
استیوارتزویل (به انگلیسی: Stewartsville) یک شهر در ایالات متحده آمریکا است که در شهرستان دیکلب، میزوری واقع شده‌است. استیوارتزویل ۲٫۵۹ کیلومتر مربع مساحت و ۷۵۰ نفر جمعیت دارد و ۲۹۴ متر بالاتر از سطح دریا واقع شده‌است.